# Pestalozzi-Anlage

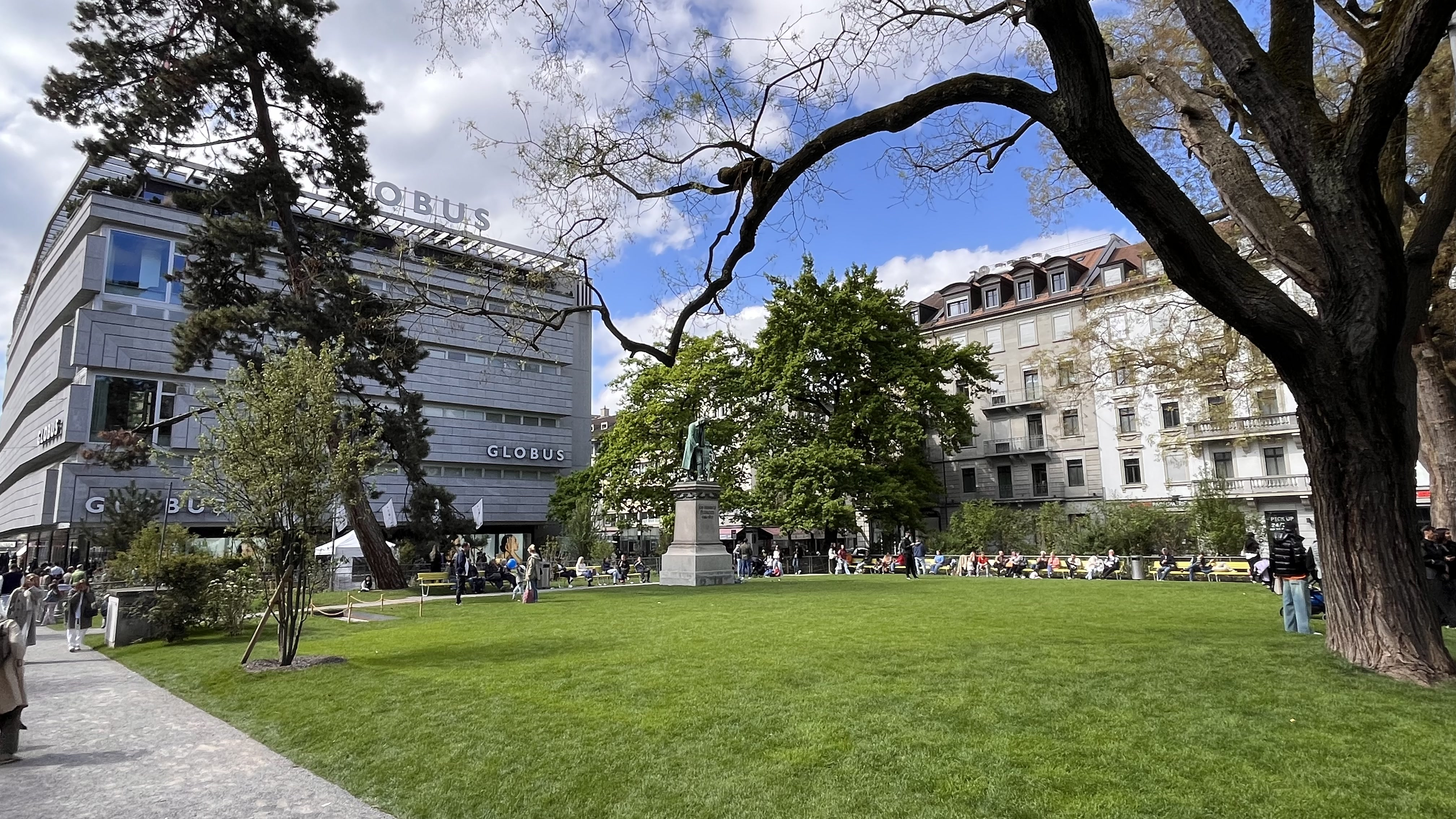
Die Parkanlage nach der Neugestaltung im April 2025

Die Pestalozzi-Anlage (informell auch Pestalozziwiese, bis 1958 Linth-Escher-Platz) ist ein kleiner, nach Johann Heinrich Pestalozzi benannter Park an der Bahnhofstrasse in der Zürcher Innenstadt (Kreis 1). In seiner Mitte steht das 1899 eingeweihte Pestalozzi-Denkmal von Hugo Siegwart.

## Geschichte
Es wird oft berichtet, dass auf dem Areal der heutigen Pestalozzi-Anlage bis etwa 1860 Hinrichtungen stattgefunden haben. Die Hinrichtungsstätte der Stadt Zürich war lange weit ausserhalb in Aussersihl. Im Gebiet «Sihlwiesli» bei Schanzengraben und Zeughaus wurden 1845, 1856 und 1859 Todesurteile vollstreckt. Ob die Guillotine wirklich auf dem Gebiet der heutigen Pestalozzi-Anlage stand, kann heute nicht mehr nachvollzogen werden.
1863 dachte Arnold Bürkli bei der Planung der Bahnhofstrasse diese Parkanlage an. Mitte der 1860er Jahre wurde der neue Boulevard realisiert.

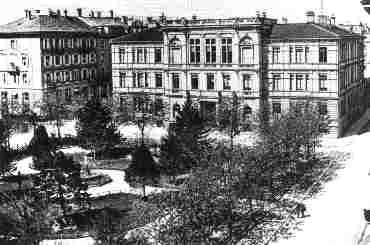
Der Linth-Escher-Platz mit dem Linth-Escher-Schulhaus im Hintergrund vor 1899

1873 wurde angrenzend an den kleinen Park an der Bahnhofstrasse das nach Hans Conrad Escher von der Linth benannte Linth-Escher-Schulhaus erbaut. 1899 schuf Hugo Siegwart ein Denkmal Pestalozzis, welches in der Anlage aufgestellt wurde. Die Initianten forderten ursprünglich auch die Umbenennung des «Linth-Escher-Platzes» in «Pestalozziplatz», was der Stadtrat aber mit Hinweis auf die Pestalozzistrasse ablehnte. Erst 1958 wurde der kleine Park offiziell in «Pestalozzianlage» umbenannt.

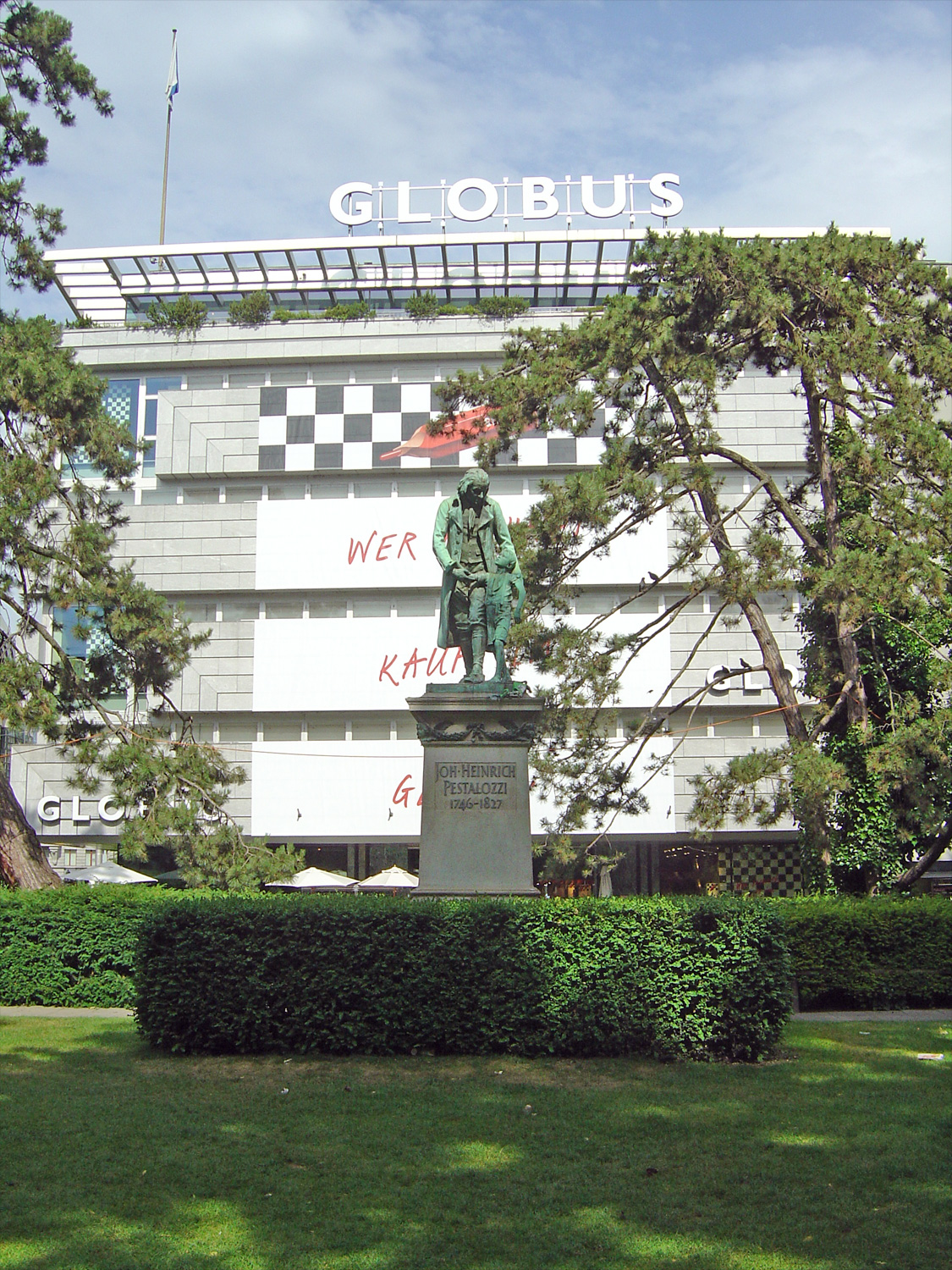
Denkmal und Warenhaus (2006)

1961 wurde das Schulhaus abgebrochen und 1968 erfolgte der Neubau des Warenhauses Globus, wodurch die Grünanlage ihre heutige Gestalt erhielt. Als das neue Warenhaus gebaut wurde, führte dies zu vielen Diskussionen. Das Denkmal passte nicht mehr zu seinem Hintergrund. Viele Menschen waren der Ansicht, dass das Warenhaus das zarte Standbild Pestalozzis zerstöre und man das Pestalozzi-Denkmal zweckentfremdet habe, indem man ihm das Linth-Escher-Schulhaus geraubt hat. Ein neuer Standort für das Denkmal war allerdings nicht leicht zu finden, da das Denkmal in der Nähe eines Schulhauses stehen sollte, welches gut erreichbar ist.
Da die Pestalozzi-Anlage den aktuellen Anforderungen nicht mehr genügte, sollte sie umgestaltet werden. Im Mai 2007 wurde das Siegerprojekt eines Projektwettbewerbes bekanntgeben. Für die Verkehrsführung rund um die Anlage sollten neue Lösungen gefunden werden. Mit Verweis auf die Finanzlage der Stadt Zürich wurde die Sanierung 2014 zurückgestellt, da es dringenderen Handlungsbedarf gäbe. Das Projekt wurde bis 2025 nicht realisiert. Stattdessen wurde die Anlage 2025 saniert und ökologisch aufgewertet: neue Sträucher, sieben neue Bäume, Naturbelag auf den Wegen, 17 weitere Sitzbänke. Entfernt wurden immergrüne Hecke und invasive Pflanzen.